# Крістоф Манданн
Крістоф Манданн (фр. Christophe Mandanne, нар. 7 лютого 1985, Тулуза) — французький футболіст, нападник клубу «Генгам».

## Ігрова кар'єра
У дорослому футболі дебютував 2003 року виступами за «Гавр», в якому провів два сезони, взявши участь у 33 матчах чемпіонату.
Своєю грою за цю команду привернув увагу представників тренерського штабу клубу «Тур», до складу якого приєднався влітку 2005 року на правах оренди. Відіграв за команду з Тура наступні два сезони своєї ігрової кар'єри, причому в першому з них допоміг команді зайняти друге місце в третьому дивізіоні і вийти в Лігу 2. Більшість часу, проведеного у складі «Тура», був основним гравцем атакувальної ланки команди.
Згодом, з 2007 по 2012 рік грав за «Діжон», лише в сезоні 2008/09 на правах оренди грав за «Реймс».
Після того як 2011 року «Діжон» вийшов в Лігу 1, Манданн втратив місце в основі і на початку 2012 року був відданий в оренду в «Генгам», де відразу став основним гравцем, через що влітку 2012 року клуб повністю викупив контракт гравця. За підсумками сезону 2012/13 команда вийшла в Лігу 1. В елітному дивізіоні Манданн продовжив бути лідером команди, яка змогла зберегти прописку, а також виграла Кубок Франції 2014 року. Наразі встиг відіграти за команду з Генгама 93 матчі в національному чемпіонаті.

## Досягнення
- Володар Кубка Франції: 2013/14